# Since I Don't Have You
Since I Don't Have You är en sång av doo wop-duon The Skyliners. Den släpptes som singel 1958 och nådde tolfte plats på Billboard Hot 100. Låttexten handlar om hjärtesorg.

## Cover av Guns N' Roses
Guns N' Roses gjorde en cover på låten och släppte den som singel 1994. "Since I Don't Have You" är den tredje singeln från studioalbumet "The Spaghetti Incident?" och nådde plats 10 på brittiska singellistan.

### Låtförteckning
| Nr | Titel                                     | Kompositör                  | Längd |
| -- | ----------------------------------------- | --------------------------- | ----- |
| 1. | "Since I Don't Have You" (LP Version)     | Joseph Rock, James Beaumont | 4:18  |
| 2. | "You Can't Put Your Arms Around a Memory" | Johnny Thunders             | 3:34  |
| 3. | "Attitude"                                | Glenn Danzig                | 1:29  |

### Medverkande
- Axl Rose – sång, keyboard
- Slash – sologitarr
- Duff McKagan – elbas
- Dizzy Reed – piano
- Matt Sorum – trummor
- Gilby Clarke – akustisk gitarr